# Daniel Larsson (Eishockeyspieler)
Daniel Larsson (* 7. Februar 1986 in Boden) ist ein schwedischer Eishockeytorwart, der zuletzt beim ERC Ingolstadt in der Deutschen Eishockey Liga unter Vertrag stand.

## Karriere
Daniel Larsson begann seine Karriere bei den Nachwuchsteams von Luleå HF, ehe er in der Saison 2003/04 zu den Senioren seines Heimatvereins Bodens IK in der zweitklassigen Allsvenskan wechselte. In der Saison 2004/05 teilte er sich anfangs noch mit dem Finnen Matti Järvinen den Posten als Stammtorhüter, als Bodens in der Hauptrunde abgeschlagen den letzten Platz belegte. Erst in der Abschlussrunde übernahm Larsson den Posten als Nummer eins, konnte den Abstieg in die dritte Liga aber nicht verhindern.
Im Sommer 2005 wechselte der HockeyAllsvenskan zu Hammarby IF. Auch dort wurde er Stammtorhüter und überzeugte mit guten Leistungen, obwohl seine Mannschaft erst in der Abstiegsrunde den Klassenerhalt sicherte, sodass er von Djurgårdens IF aus der Elitserien verpflichtet wurde und ihn die Detroit Red Wings im NHL Entry Draft 2006 in der dritten Runde an Position 92 auswählten.
Als Ersatztorhüter von Teemu Lassila kam Larsson in der Saison 2006/07 24 Mal zum Einsatz und konnte sich mit seinen Leistungen für das schwedische Nationalteam bewerben, das ihn jedoch am Ende doch nicht zur Weltmeisterschaft mitnahm. Zur Saison 2007/08 übernahm Larsson den Posten als Stammtorhüter von Djurgårdens und belegte mit der Mannschaft am Ende den siebten Platz. Larsson hatte die drittbeste Fangquote und den drittbesten Gegentordurchschnitt der Liga und wurde mit der Honkens trofé als bester Torhüter der Elitserien ausgezeichnet.
Im Mai 2008 unterschrieb Larrson einen Zweijahresvertrag bei den Detroit Red Wings, allerdings ist geplant, dass er die Saison 2008/09 beim Farmteam der Red Wings, den Grand Rapids Griffins, in der AHL bestreiten wird. Er etablierte sich schnell neben Torhüterkollege Jimmy Howard und kam bei der Hälfte der Spiele zum Einsatz. Larsson zeigte sich als wichtiger Rückhalt, als sich die Griffins unter den besten Teams der Liga festsetzten und er blieb in 13 aufeinanderfolgenden Spielen ohne Niederlage in regulärer Spielzeit, während er in diesem Zeitraum vier Mal keinen Gegentreffer hinnehmen musste. In der Folge wurde er im Januar 2009 ins PlanetUSA All-Star Team des AHL All-Star Game berufen.
Im Mai 2010 wurde Larrson vom HV71 Jönköping aus der Elitserien verpflichtet, für den er bis zum Ende der Saison 2011/12 aktiv war und dabei statistisch gute Leistungen zeigte. Anschließend stand er zwei Jahre lang beim AIK Stockholm unter Vertrag, bei dem er seine guten Leistungen bestätigte, aber den Abstieg des Klubs in die zweite Spielklasse 2014 nicht verhindern konnte.
Im Mai 2014 erhielt er einen Vertrag bei der Luleå HF, bei dem er seine Karriere begonnen hatte, und gewann mit diesem 2015 die Champions Hockey League.
Im Februar 2017 erhielt er einen Vertrag bis Saisonende beim ERC Ingolstadt aus der Deutschen Eishockey Liga unter Vertrag, absolvierte jedoch kein Spiel für den Klub.

## Erfolge und Auszeichnungen
- 2008 Honkens trofé
- 2008 Elitserien Rookie des Jahres
- 2009 AHL All-Star Classic
- 2015 Champions-Hockey-League-Gewinn mit Luleå HF

## Karrierestatistik

### International
Vertrat Schweden bei:
- U18-Junioren-Weltmeisterschaft 2004
- U20-Junioren-Weltmeisterschaft 2006

(Legende zur Torhüterstatistik: GP oder Sp = Spiele insgesamt; W oder S = Siege; L oder N = Niederlagen; T oder U oder OT = Unentschieden oder Overtime- bzw. Shootout-Niederlage; Min. = Minuten; SOG oder SaT = Schüsse aufs Tor; GA oder GT = Gegentore; SO = Shutouts; GAA oder GTS = Gegentorschnitt; Sv% oder SVS% = Fangquote; EN = Empty Net Goal; 1 Play-downs/Relegation; Kursiv: Statistik nicht vollständig)